# Gunung Agung (Bermani Ilir)
Gunung Agung is een bestuurslaag in het regentschap Kepahiang van de provincie Bengkulu, Indonesië. Gunung Agung telt 578 inwoners (volkstelling 2010).